# Orrios
Orrios és un municipi de la província de Terol, a la comarca de la Comunitat de Terol. Durant l'edat mitjana i fins al segle xix va ser seu d'una comanda de l'orde de Sant Joan de Jerusalem que formava part de la Castellania d'Amposta.
La línia de Ferrocarril Terol-Alcanyís havia de passar per aquesta localitat però la construcció fou abandonada el 1935, i en un dels ponts de la línia s'hi ha instal·lat una escultura en el seu homenatge.
En aquesta població va néixer el 1896 el guitarrista i compositor León Vicente Gascón.